# Núria Esponellà i Puiggermanal
Núria Esponellà i Puiggermanal   (Celrà, 4 de febrer de 1959) és una escriptora, filòloga i professora. És autora de poemaris i novel·les.
Després d'uns inicis en la poesia, entra al camp de la narrativa amb novel·les com ara Gran Cafè (Columna, 1998), Un moment a la vida (Columna, 1999), El mateix vell amor (Premi Ciutat de Badalona, Columna, 2000), Temps de silenci (novel·la basada en la sèrie televisiva, 2002), Sunitha (Columna, Martínez Roca 2003), una novel·la testimonial sobre l'experiència de l'apadrinament a l'Índia i La Travessia (Columna, 2005).
Ha publicat també el llibre de narracions Petits grans plaers per ser feliç (Columna, 2006), fruit de la col·laboració radiofònica amb El suplement de Catalunya Ràdio, i el llibre de cròniques rurals Un any al camp (Columna ed, 2007).És articulista de La Vanguardia i El Punt. Ha guanyat diversos premis literaris entre els quals cal destacar el Premi Ciutat d'Olot (1986), el Premi Mercè Bayona atorgat al poemari Un vent, una mar (Quaderns Crema, 1994), el Premi Goleta i Bergantí per La mirada de la gavina, prologat per Miquel Martí i Pol (Viena, 2001). També li ha estat atorgat el Premi Bonmatí de periodisme i el IV Premi Columna per la novel·la La travessia.
El 2009 va guanyar el Premi Nèstor Luján de novel·la històrica, atorgat per l'editorial Columna i dotat amb 6.000 euros, per Rere els murs, ambientada en el monestir de Sant Pere de Rodes al segle xii. El 2020 publica Ànima de tramuntana, guanyadora del Premi Prudenci Bertrana.
L'autora té obra traduïda al castellà, norueg i italià. Ha col·laborat amb RAC1 com a prescriptora de llibres al programa Tot és possible (2008-2020).

## Premis
- Premi Ciutat d'Olot-Josep Munteis de poesia 1986 per Engrunes del somni
- Premi Mercè Bayona de poesia 1993 per Un vent, una mar[2]
- Premi Goleta i Bergantí de poesia d'El Masnou 2000 per La mirada de la gavina[2]
- Premi Ciutat de Badalona de novel·la 2000 per El mateix vell amor (Premis Literaris Ciutat de Badalona)[2]
- Premi Bonmatí de periodisme 2004
- IV Premi Columna de novel·la 2005 per La travessia[2]
- Premi Nèstor Luján de novel·la històrica 2009 per Rere els murs[6]
- Finalista al Premi Prudenci Bertrana de novel·la 2012 per Una dona d'aigua[2]
- Premi Prudenci Bertrana 2020 per Ànima de tramuntana.[8]